# Charles-Henri Plantade
Pour les articles homonymes, voir Charles Plantade et Plantade.
Charles-Henri Plantade est un claveciniste et compositeur français né à Paris le 19 octobre 1764 et mort dans la même ville le 18 décembre 1839.

## Un page de la musique du roi
Dès l’âge de sept ans, Plantade entre dans l’école des pages du roi à Versailles. Choisis pour leurs capacités musicales, ces jeunes gens auxquels Louis XV donne des gages et leurs familles l'uniforme, se forment sous la conduite d’un maître de musique et égayent la cour par le chant et la pratique orchestrale.
Les aptitudes vocales du jeune Plantade le font rapidement remarquer. Elles lui valent d’interpréter plusieurs « soli » dans les grandes messes solennelles de Versailles. Plus encore, distingué par Gluck – qui avait connu à Vienne Marie-Antoinette – il est choisi par le compositeur pour chanter les duos avec la jeune reine.
Durant cette période, selon plusieurs biographes, Plantade apprend la composition avec Honoré Langlé et s’initie à la maîtrise instrumentale avec les grands maîtres de l’époque, ainsi le violoncelle avec Jean-Louis Duport, les claviers avec Nicolas-Joseph Hullmandel, la harpe avec Francesco Petrini.
Profitant de cette solide formation, Plantade devient un claveciniste de très bon niveau, capable d’accompagner de multiples ensembles à la partition, mérite encore rare à cette époque. Ces compétences lui ouvrent les portes des salons aristocratiques toujours à l’affut d'une musique de qualité pour agrémenter les bals et les réceptions. 

## Le roi de la romance
La vogue de Plantade devient de l’engouement quand il aborde, paré de tous ses dons, le genre musical de l’époque, la romance. Il est ainsi, dans les dernières années de l’Ancien Régime, l’auteur de chansons à succès, dont les titres surannés annoncent déjà le romantisme du siècle suivant : Ma peine a devancé l’aurore, Languir d’amour, gémir de ton silence. Mais c’est surtout Te bien aimer, Ô ma chère Zélie qui lui apporte la célébrité en 1791. Le succès extraordinaire de cette mélodie lui vaut de vendre en quelques jours près de 20 000 partitions dans tout le royaume.
Dans ce genre mineur, les romances de Plantade se faisaient remarquer par la qualité des accompagnements qui tranchaient sur la foule des pièces rapidement écrites, sans beaucoup de fond, naissant chaque jour et disparaissant le soir même de leur création. Pour autant, malgré ses succès mondains, il profite peu, matériellement, d’une telle audience, car l’époque, qui ne connaît pas les droits d’auteur, le rétribue très mal. Plantade entre alors dans l’orchestre de l’Opéra-Comique et se lance en même temps dans le professorat de chant.

## Le maître de musique de la reine de Hollande
Accompagnateur en titre de Pierre-Jean Garat, le grand baryton de la scène impériale contre lequel il concevra au fil des ans une haine aussi solide que partagée, Plantade profite du voisinage avec l’illustre chanteur et voit affluer la clientèle auprès de lui. Nommé en 1799 professeur de chant au Conservatoire, il est, au même moment, attaché en cette qualité au pensionnat de jeunes filles fondée depuis peu par Mme Campan à Saint-Germain-en-Laye. Cette position décide de sa fortune. Il y rencontre Hortense de Beauharnais, belle-fille de Bonaparte, alors élève, à laquelle il s’attache durablement et qui le soutiendra tout au long de sa carrière.
Le compositeur, qui bénéficie d’entrées à l’Opéra-Comique, tente alors d’y présenter des œuvres plus élaborées, sinon plus sérieuses, que les romances qui ont établi sa réputation. Ces tentatives n’obtiennent qu’un succès d’estime. Vite convaincu de faire fausse route, il renoue avec les salons qui l’accueillent avec empressement. En 1806, il suit aux Pays-Bas la nouvelle reine de Hollande. Il y reçoit les titres de maître de chapelle et de directeur de la musique du roi. Quatre ans plus tard, quand l’éphémère royaume est annexé à l’empire français, Plantade revient à Paris avec sa protectrice qui lui conserve toutes ses fonctions auprès d’elle. 
Il lui apporte de fait de nombreux conseils quand elle se lance dans la composition. Plantade lui écrit divers accompagnements qui améliorent considérablement ses partitions.
Nommé chef du chant à l’Opéra (1812-1815), Plantade fait deux dernières tentatives dramatiques au théâtre Feydeau mais encore une fois leur échec l’éloigne pour toujours de l’opéra. Pour autant, il reçoit à la fin de l’Empire l’ordre de la Légion d'honneur après avoir mis en musique le poème d’Ossian, dont le sujet avait flatté le goût connu de l’Empereur pour le barde gallois.

## Le chef de la chapelle royale
Plantade réussit, après quelques incertitudes, à survivre honorablement au changement de régime qui suit la chute de l’Empereur. Réformé de sa chaire du conservatoire en 1816, il la retrouve deux ans plus tard quand l’institution se transforme en École royale de chant et de déclamation. Son retour en grâce avait déjà été marqué par sa nomination, à la suite de Persuis, à la maîtrise de la Chapelle royale (1816-1830), dirigée par Cherubini. Dans ce poste, Plantade se consacre pleinement au genre religieux. Il écrit ainsi plusieurs messes mortuaires exécutées à Saint-Denis lors de cérémonies officielles. Il compose surtout le Te Deum et le Salve Regina qui seront joués à Reims à l’occasion du sacre de Charles X en mai 1825.
Mis définitivement à la retraite du conservatoire en 1828, Plantade perd avec la Révolution de 1830 la plupart de ses charges, hors ses fonctions de chef de chant à l’opéra.
Ressentant une grande amertume de cette mise à l’écart, il se retire aux Batignolles. Malade, il rejoint Paris en 1839 pour y mourir aussitôt à l’âge de soixante quinze ans. Il est enterré au cimetière du Père-Lachaise (8e division, concession reprise en 1967).
Plantade avait un fils, Charles-François, comme lui compositeur de romances, né en 1787 et mort en 1870, qui connut un certain succès dans ce genre musical.

## Œuvres
- Messe des morts en ré mineur à la mémoire de Marie-Antoinette (enregistrée par Hervé Niquet),
- Les Deux Sœurs (1793), opéra comique,
- Palma, ou le Voyage en Grèce (1798), opéra comique,
- Le Roman (1800), opéra comique
- Bayard à La Ferté, ou Le Siège de Mézières, opéra-comique sur un livret de Marc-Antoine-Madeleine Désaugiers et Michel-Joseph Gentil de Chavagnac, créé le 13 octobre 1811 au théâtre de l'Opéra-Comique, à Paris.
- Le Mari de circonstance (Opéra-Comique, 1813)

## Sources
- Pierre Larousse, Grand Dictionnaire universel du XIXe siècle, tome XIII, 1875
- François-Joseph Fétis, Biographie universelle des musiciens et bibliographie générale de la musique, tome VII, 1868